# Анунд II Уппсальський
Анунд II Уппсальський (швед. Anund Uppsale; ? — бл. 840) — легендарний конунг Свеаланда у 829—845 роках. Відомості про нього містяться в «Сазі про Гервера» та праці Св. Рімберта, архієпископа Бремен-Гамбузького, «Vita Ansgari».

## Життєпис
Походив з династії Мунсйо. Син конунга Еріка Бйорнсона. Близько 829 року після смерті свою двоюрідного брата короля Еріка III, успадкував разом з братом Бйорном панування над Свеаріке (Свеаландом).
Розділив володіння з Бйорном. Його столицею була Упсала. Звідси походить прізвисько Анунда. Вважається, що Анунд прийняв хрещення від місіонера Ансгара. Втім про поширення християнства серед рідні Анунда нічого невідомо. Спроби короля скасувати поганські жертвопринесення викликали спротив знаті та жерців. Зрештою короля Анунда було вигнано з країни. Його брат Бйорн об'єднав Свеаланд.
Близько 840 року Анунд зібрав військо з данських вікінгів (21 довгий корабель) і, скориставшись відсутністю короля Бйорна, намагався повернути свої володіння. Данці сподівалися розграбувати багату Бірку, проте Анунд несподівано погодився прийняти невеликий викуп в 100 марок срібла і дати місту спокій. Данців, які розраховували на велику здобич, таке рішення не влаштувало. Анунд запропонував кинути жереб, щоб дізнатися волю богів, і аси виявилися на його боці. Данські найманці були змушені дати Бірці спокій і вирушили грабувати слов'янські землі.
Анунд II недовго володів своїми землями, помер між 840 та 845 роками. Владу успадкував небіж Улоф I.

## Родина
- Ерік (?-882), король у 855—882 роках